# Canthidium perceptibile
Canthidium perceptibile là một loài bọ cánh cứng trong họ Bọ hung (Scarabaeidae).